# Stary Dwór (województwo lubuskie)
Stary Dwór (niem. Altenhof) – wieś sołecka w Polsce, w województwie lubuskim, w powiecie międzyrzeckim, w gminie Trzciel, na pograniczu Pojezierza Lubuskiego i Bruzdy Zbąszyńskiej.
Wieś duchowna, własność opata paradyskiego, położona była w 1580 roku w powiecie poznańskim województwa poznańskiego. W latach 1975–1998 miejscowość położona była w województwie gorzowskim.
Jest średniej wielkości wsią, o udokumentowanej ponad sześćsetletniej historii, w południowej części powiatu międzyrzeckiego, w granicach historycznej Wielkopolski. Na jej dzieje miało wpływ położenie na dawnym pograniczu Królestwa Polskiego, Śląska i Brandenburgii.

## Lokalizacja, walory przyrodnicze
Stary Dwór położony jest przy skrzyżowaniu dróg łączących Brójce z Międzyrzeczem i Gościkowo z Bukowcem, na opadających ku zachodowi zboczach Wału Bukowieckiego. Jest to lokalne wyniesienie moreny o wysokości do 134 m n.p.m., położone na północny wschód od miejscowości, pomiędzy Wyszanowem a Lutolem Suchym. Wieś otoczona jest polami uprawnymi i leży w urozmaiconym terenie, bogatym w kępy drzew i krzewów. W otoczeniu osady znajdują się duże obszary leśne, kilka jezior i dwie niewielkie rzeki.
Na zachód od Starego Dworu w obniżeniu Paklicy i Gniłej Obry rozciąga się południkowo chroniony obszar Natura 2000 Dolina Leniwej Obry, zgłoszony do Komisji Europejskiej w 2004 r. Dolinę porastają lasy sosnowe, nad ciekami i jeziorami występuje grąd i buczyna niżowa. W 1972 r. fragment wielogatunkowego, podmokłego lasu o charakterze naturalnym objęto szczególną ochroną, tworząc rezerwat przyrody Czarna Droga.
Najbliższym zbiornikiem wodnym jest położone ok. 5 km na północny zachód od Starego Dworu Jezioro Wyszanowskie, przez które przepływa rzeka Paklica. Jest to otoczony lasami i wysokimi brzegami akwen o pow. ok. 36 ha, połączony wąskim kanałem z sąsiednim Jeziorem Bukowieckim. Nad jeziorem Bukowieckim znajduje się parking PZW.

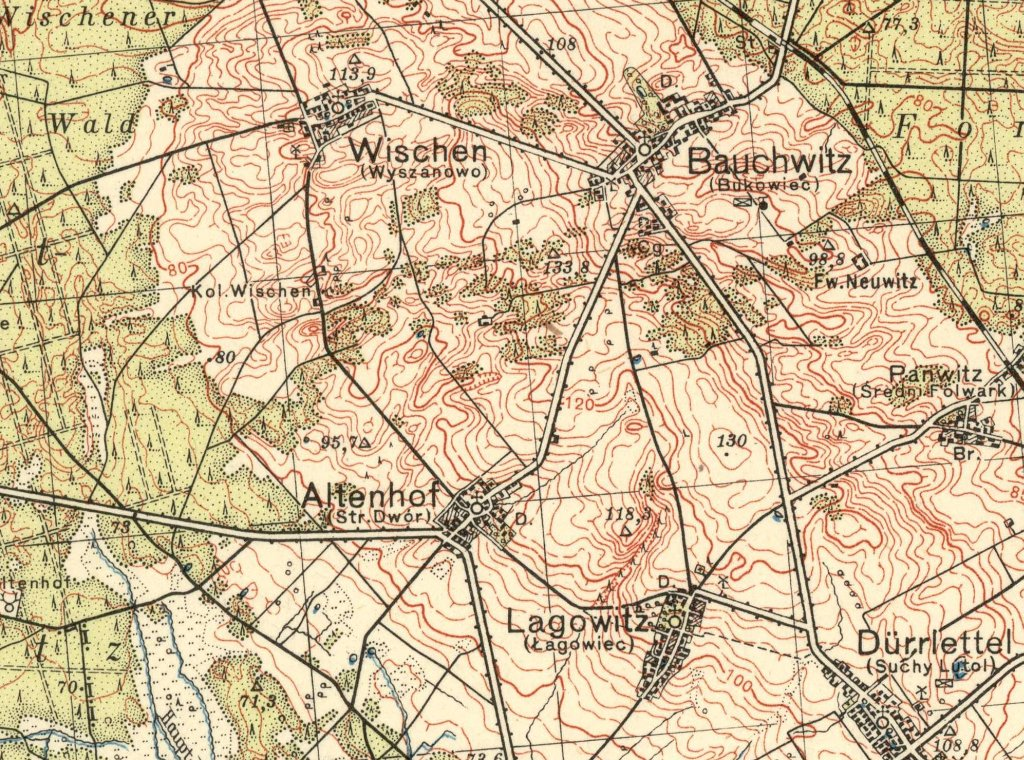
Mapa Starego Dworu i okolic z 1936 r.

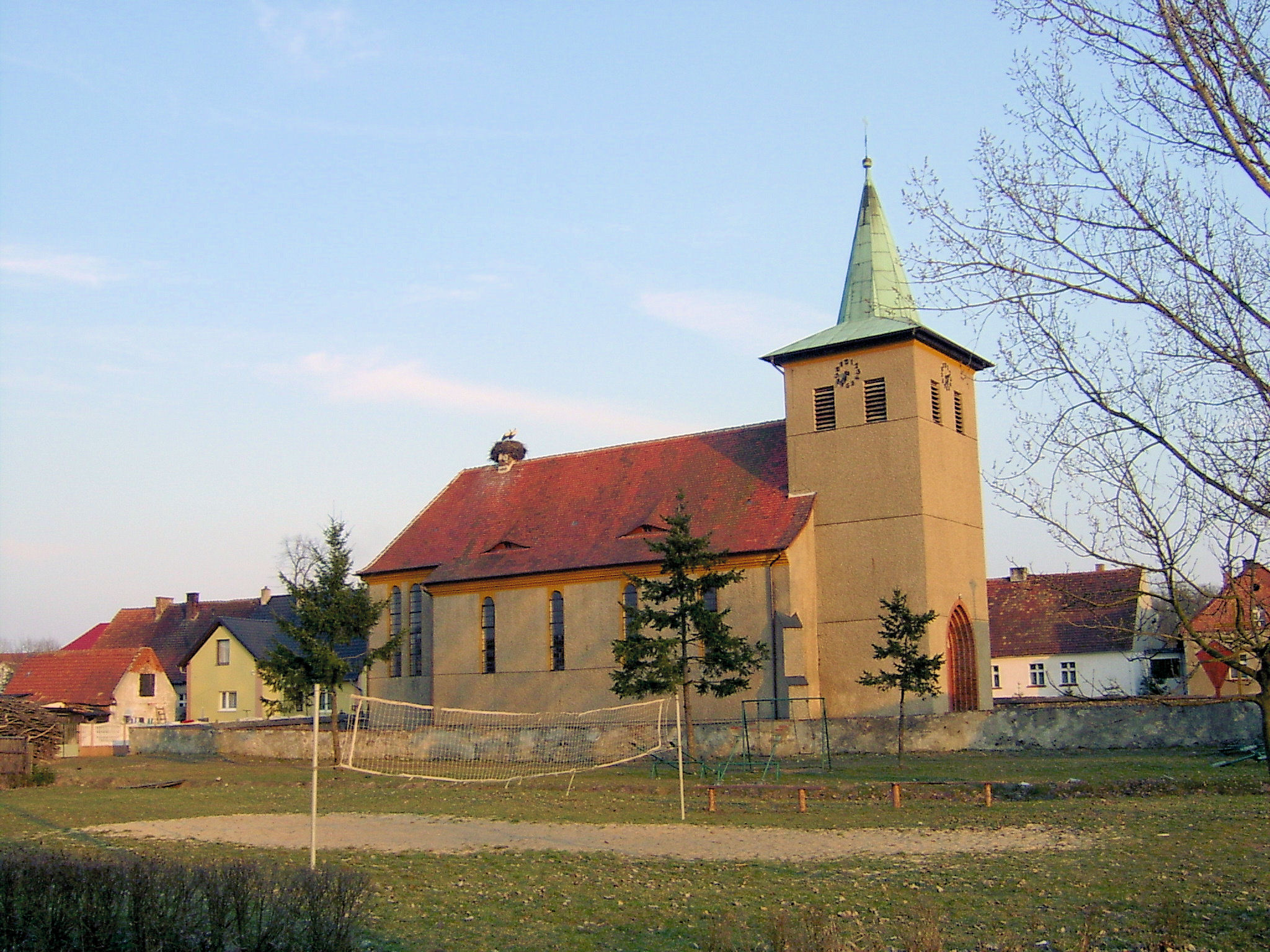
Kościół w Starym Dworze

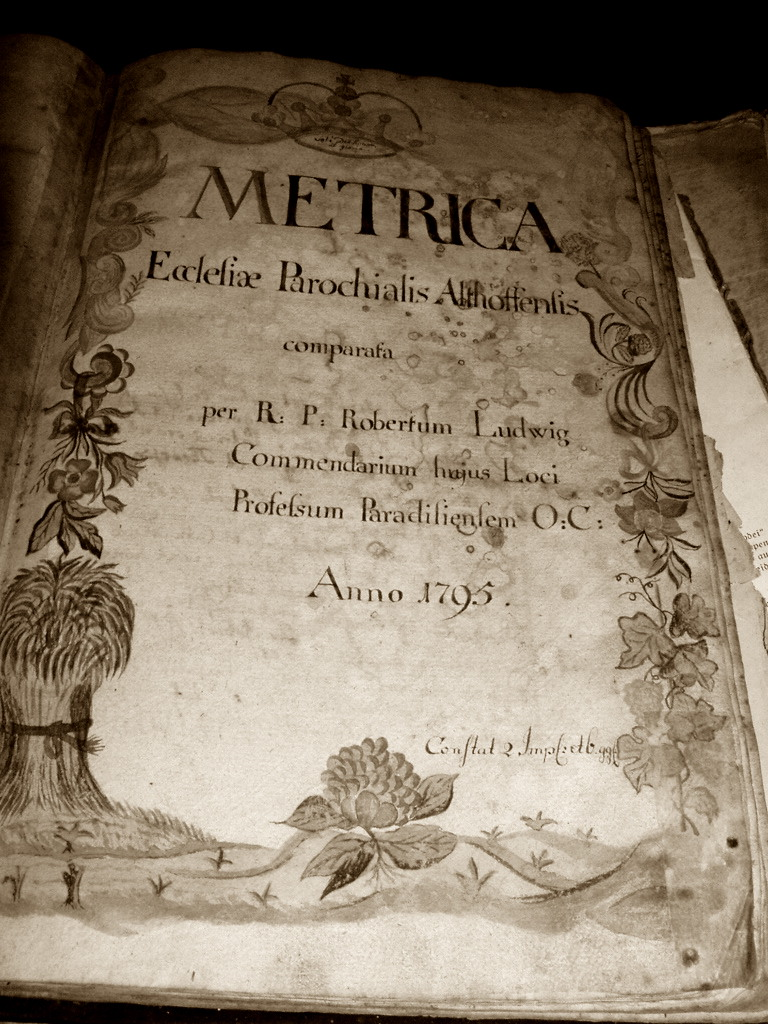
Księga parafialna z 1795 r.

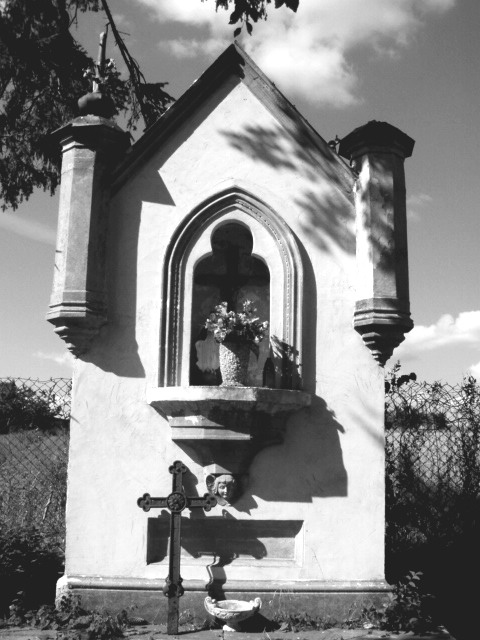
Kapliczka na cmentarzu

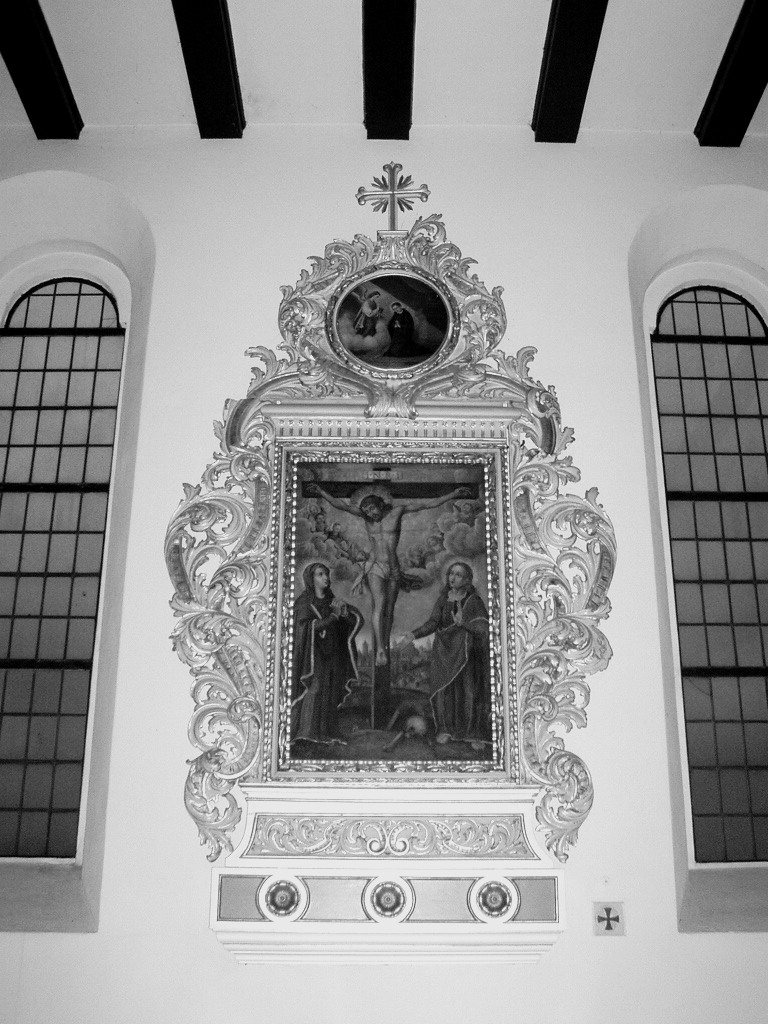
Obraz w kościele w Starym Dworze

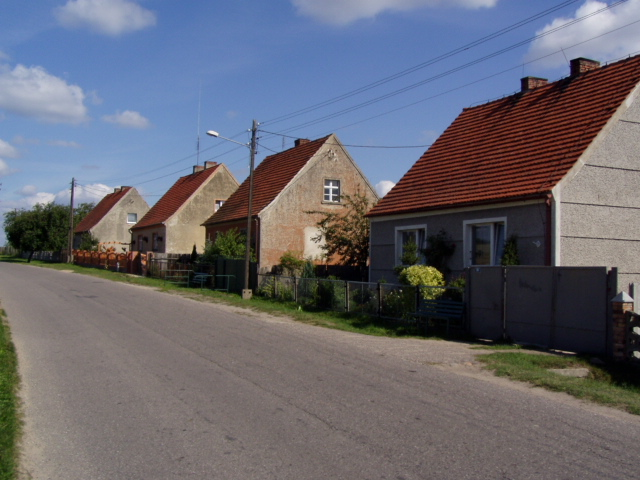
Domy przy drodze do Bukowca

## Historia

### Średniowiecze
Wieś powstała prawdopodobnie ok. 1256 r. jako folwark na gruntach pobliskiego Wyszanowa, które drogą wykupu i darowizn przeszło na własność klasztoru cystersów w pobliskim Paradyżu. Zakonnicy pochodzący z Lehnina w Brandenburgii byli Niemcami i we wszystkich swoich dobrach osadzali osadników niemieckich. Łacińska nazwa Starego Dworu – Antiqua curia sugeruje, że wieś stanowiła ośrodek administracyjny i prawdopodobnie rzemieślniczy.
Miejscowość pierwotnie związana była z Wielkopolską. Ma metrykę średniowieczną i istnieje co najmniej od początku XV wieku. Wymieniona w dokumencie zapisanym po łacinie z 1444 jako "Staridwor", 1460 "Starydwor", 1510 "Antiqua Curia", 1540 "Altenhoffe", 1559 "Altenhoff", 1944 "Altenhof" .
Miejscowość należała do powiatu poznańskiego Korony Królestwa Polskiego. W 1444 była siedzibą własnej parafii. Pierwszą świątynię wzniesiono zapewne na przełomie XIV i XV wieku, istniejący kościół był wzmiankowany w 1444 r. w związku z zatargiem plebana Macieja z klasztorem cysterskim o łan ziemi. W 1460 król polski Kazimierz IV Jagiellończyk rozstrzygł spór opata paradyskiego z tenutariuszem w Międzyrzeczu. Według niego wsie klasztorne Wyszanowo i Stary Dwór nie miały obowiązku dawać do zamku w Międzyrzeczu wieprzy, jak czyniły to inne wsie klasztorne. Natomiast ich mieszkańcy zobowiązani byli do orania, siania, koszenia, zbierania zboża i zwożenia drewna na rzecz zamku .
W 1508 we wsi miał miejsce pobór od 12 łanów, oraz wiardunek od karczmy. W 1509 odnotowano pobór od 17 łanów, dwóch łanów sołtysich, 6 groszy od karczmy. W 1510 wieś miała 12 łanów osiadłych, karczmę, 2 sołtysów miało po 2 łany. W 1563 odbył się pobór od 12 łanów, 4 łanów sołtysich, 4 komorników, kowala, 2 młynów dorocznych o jednym kole podlegających klasztorowi paradyskiemu. W 1577 wieś Stary Dwór był własnością opata paradyskiego. W 1580 miał miejsce pobór od 16 łanów, 15 zagrodników. Od 3 komorników pobierano wtedy po 3 grosze, od 12 komorników po 2 grosze. Jako płatników podatków odnotowano także 3 rzemieślników .
W 1510 wieś leżała w dekanacie międzyrzeckim. Reces graniczny z lat 1528–1531, regulujący przebieg granicy pomiędzy Księstwem Głogowskim, Brandenburgią i Polską wymienia wsie Łagowiec i Stary Dwór w Królestwie Polskim, jako punkt graniczny wskazano kędzierzawy buk stanowiący narożnik dóbr Lutola Suchego oraz Starego Dworu: Cadzyerzawy buk .

### Reformacja
Idee protestantyzmu bardzo szybko przyjęły się na pograniczu polsko-brandenburskim, głównie wśród ludności pochodzenia niemieckiego i części polskiej szlachty. Rodzina Bukowieckich władająca sąsiednim Bukowcem i Łagowcem przyjęła nowe wyznanie, a wraz z nimi podległa im ludność. W wyniku tych wydarzeń kościoły w Wyszanowie i Starym Dworze czasowo przeszły w ręce protestantów. Prawdopodobnie zaważyły również względy ekonomiczne, tzn. uwolnienie się od świadczeń na rzecz Kościoła. Na przełomie XV i XVI w. kościoły w Starym Dworze i Wyszanowie powróciły we władanie katolików, miało to miejsce za panowania Zygmunta III Wazy, który opowiadał się za kontrreformacją.

### XVII i XVIII w.
Według zapisów z wizytacji biskupa Branieckiego w 1640 r. kościół w Starym Dworze był murowany, miał dzwonnicę i znajdował się w dobrym stanie. Kolejne wizytacje w latach 1718 i 1725 potwierdzają istnienie trzech ołtarzy drewnianych, chóru, ambony i wiszących na ścianach portretów trumiennych. Przed rokiem 1777 zmieniono wystrój świątyni, umieszczając istniejący do dziś ołtarz z obrazem św. Wawrzyńca i instalując organy. W tym czasie wzniesiono istniejący do dziś mur kościelny i dwór, położony obok drogi do Łagowca.
W dniach 8–9 grudnia 1768 r. w kościele starodworskim odbyło się tajne spotkanie wielkopolskich przywódców konfederacji barskiej.

### Od II rozbioru do 1945
Po II rozbiorze Polski cała Wielkopolska została zagarnięta przez Królestwo Prus. Rząd Prus dążył do likwidacji własności kościelnej i w 1834 r. nastąpiła kasata klasztoru w Paradyżu, Stary Dwór podobnie jak inne dobra cysterskie przejęło państwo pruskie. Domena wyszanowska w skład, której wchodził również Stary Dwór, w 1843 r. liczyła 8262 ha (1194 ha – grunty dworskie; 7068 – grunty włościan). Obok Starego Dworu w skład domeny wchodziły również Kaława (Kalau), Wysoka (Hochwalde), Paradyż (Paradies), Chociszewo (Kutschkau) oraz folwarki: Dranica (Schindelmüehl, obecnie Szumiąca), Hamernia (Hammermühle), Piaski (Sandmühle) i Haki (Haak’s Vorwerk, dzisiejszy Bieleń).
W połowie XIX w. wieś liczyła 391 mieszkańców, z czego 80% było katolikami. W tym czasie ludność Starego Dworu stanowili Niemcy lub zgermanizowani Polacy. Większość mieszkańców zajmowała się rolnictwem, a tylko nieliczni rzemiosłem. Życie wsi toczyło się wokół Kościoła, przy którym działały różne organizacje, bractwa i związki m.in. Bractwo Konsekracyjne założone w 1908 r. oraz Związek Świętego Franciszka założony w 1920 r. Schematyzm kościelny z 1928 r. wzmiankuje również Związek Matek i Mariańską Kongregację dla Młodych Kobiet (od 1920) działające przy parafii starodworskiej. W Starym Dworze znajdowała się również katolicka szkoła, w której uczyło się 46 dzieci.
W 1939 r. Stary Dwór liczył już 408 mieszkańców, była tu karczma, sklep, świetlica i straż pożarna. We wsi działał wodociąg i instalacja elektryczna. W styczniu 1945 r. miejscowość zajęły oddziały 69 Armii I Frontu Białoruskiego, dowodzone przez gen. Władimira Kołpakczi. Na mocy decyzji zwycięskich mocarstw ludność niemiecka została przesiedlona za Odrę (czerwiec 1945 r.). Do Starego Dworu zaczęli napływać polscy przesiedleńcy z Kresów i centralnej Polski.

### Lata 1945–1999
Po wojnie wieś stopniowo zaludniała się, w 1955 r. liczyła już 412 mieszkańców (więcej niż w 1939 r.). Od 1952 r. funkcjonowała spółdzielnia rolnicza, a od 1956 r. Państwowe Gospodarstwo Rolne podległe PGR z Bukowca oraz gospodarstwa indywidualne. W Starym Dworze działała szkoła podstawowa, Klub Książki i Prasy „Ruch”, Ochotnicza Straż Pożarna i Koło Gospodyń Wiejskich.
Przemiany w 1989 r. niekorzystnie wpłynęły na życie mieszkańców, rozwiązano PGR, przestał działać klub i w 1994 r. zamknięto szkołę. Zamarło życie kulturalne i nastąpiło zubożenie wiejskiej społeczności. Bezrobocie i degradacja społeczna spowodowały wiele patologii, takich jak alkoholizm i wykluczenia społeczne.

### Czasy współczesne
Współczesny Stary Dwór liczy ok. 360 mieszkańców. Na terenie wsi nie ma żadnych zakładów produkcyjnych, istnieje jedynie osiem indywidualnych gospodarstw rolnych, zakład zieleni i kilka małych firm rodzinnych. We wsi istnieje boisko sportowe, plac zabaw dla dzieci, a w centrum obok kościoła zagospodarowano plac do organizowania festynów. Istnieje tylko 150 m chodnika, a drogi wymagają remontów.
Do pozytywnych zjawisk w ostatnich latach można zaliczyć powstanie w 2004 r. Stowarzyszenia „Nasza Wieś Jutro”, które dzięki pomocy Unii Europejskiej wydało „Kronikę Małej Ojczyzny” i zorganizowało m.in. festyn z okazji XI Spotkań Europejskich. Działają Rady Sołecka i Parafialna.
W grudniu 2006 r. zakończono przebudowę, remont i wyposażenie świetlicy wiejskiej w Starym Dworze. Inwestycja uzyskała dofinansowanie ze środków pomocowych Unii Europejskiej.

## Parafia pw. św. Wawrzyńca w Starym Dworze
Parafię rzymskokatolicką pw. św. Wawrzyńca erygowano w 1947, od tego czasu prowadzone są księgi metrykalne i kronika. Do parafii należą kościoły pw. św. Marcina w Bukowcu i św. Józefa w Wyszanowie.
Pierwszym proboszczem w Starym Dworze został 26 września 1947 r. ks. Stanisław Dąbrowski. Kapłan oprócz działalności duszpasterskiej prowadził również działalność kulturalną, zorganizował chór, amatorski teatr, a po remoncie organów, koncerty.
Kolejnymi proboszczami byli:
- od 8 czerwca 1960 r. ks. Edward Chańczewski,
- od 21 lipca 1979 r. ks. Franciszek Słoma TJ (organizator odbudowy kościoła w Bukowcu),
- od 25 sierpnia 1988 r. ks. Tadeusz Kulczyk,
- od 24 czerwca 1992 r. ks. Mieczysław Sołtys,
- od 1 sierpnia 2017 r. ks. Stanisław Jażdżewski[15].

Od początku istnienia parafii działały przy niej rady kościelne, organizując remonty świątyni i plebanii. Po rozwiązaniu i zamknięciu szkoły parafia jest jedyną instytucją społeczną mieszczącą się w Starym Dworze.

## Zabytki
Do wojewódzkiego rejestru zabytków wpisany jest:
- dwór, z końca XVIII wieku

inne zabytki:
- kościół w Starym Dworze w obecnej postaci powstał w latach 30. XX w., gdy poddano go gruntownej przebudowie. Zachowało się częściowo wyposażenie z XVIII w. będące pozostałością po działalności opata paradyskiego Józefa Górczyńskiego w latach 1722–1742. Jest to ołtarz z obrazem św. Wawrzyńca, ołtarze boczne oraz ambona. Pamiątką po dawnej świątyni jest zachowany mur kościelny, który otaczał przykościelny cmentarz, oraz furta cmentarna z datą 1772[18]
  - wieża kościelna – współczesną wzniesiono w 1932 na miejscu starej drewnianej. Nowa budowla została wyposażona w zegar (działa) i przewieszono dzwon z 1635. Jest to jeden z najstarszych instrumentów ziemi międzyrzeckiej, ma średnicę 74 cm, waży ok. 230 kg i ma łacińską inskrypcję „LAUDATE DOMINUM IN CYMBALIS BENE SONATIBUS. PS (ALMUS) 150. A (NNO) D (OMINI) 1635.” (Chwalcie Pana na harfie i cytrze, psalm 150. Roku Pańskiego 1635)[19]
- zespół pałacowo-folwarczny z XVIII w. z parkiem romantycznym założonym na początku XIX w., przekształconym w drugiej połowie XIX w. na krajobrazowy. Park ma powierzchnię 2,2 ha, dominują w nim lipy i dęby. Znajduje się w południowo-wschodniej części wsi, obok drogi do Łagowca
- cmentarz, usytuowany przy drodze do Bukowca. Zachowała się na nim neogotycka kaplica i okazały grobowiec z portykiem doryckim. Przy drogach w kierunku Bukowca i Szumiącej stoją kapliczki z przełomu XIX i XX w.[20]
- resztki zespołu parkowego, pozostałość po nieistniejącym już folwarku, zachowały się między miejscowościami Stary Dwór i Wyszanowo. Obok alei ozdobnych drzew (dęby, lipy i kasztanowce) ukryty jest dawny staw, nad którym rosną wierzby płaczące.